# Фусими-Инари-тайся
Фусими Инари (яп. 伏見稲荷大社) — храмовый комплекс и главный храм богини Инари, расположенный в районе Фусими города Киото.

## История
Название происходит от местности Фусими, названной в честь одноимённой горы и расположенной южнее средневекового Киото. Храм получил большую известность, когда в 1072 году стал местом паломничества императора. Самые старые постройки храмового комплекса  датируются 711 годом. Храм был перестроен в 816 году по просьбе монаха Кукая.
Во время войны годов Онин весь комплекс храмов Фусими сгорел. На их восстановление ушло около тридцати лет; новое здание было освящено в 1499 году. В старом храме трём ками были посвящены отдельные здания; в новом храме пять ками почитались в одном здании. Также в новом святилище впервые построили буддийский храм, а в наследственное священство включили клан Када.
Святилище упоминается уже в «Энгисики» как тайся. В эпоху Хэйан храм один из первых вошёл в список 22 элитных святилищ, получавшие непосредственную поддержку японского императорского двора.
С 1871 по 1946 год святилище было официально причислено к кампэй-тайся (яп. 官幣大社 большие императорские храмы) — высшей категории поддерживаемых государством святилищ.

## Описание
Храмовый комплекс расположен на горе, называемой Инари, высотой 233 метра над уровнем моря, включающий в себя, помимо главного святилища, множество небольших святилищ, расположенных на дорожках, идущих вверх по горе. Дорога к главному святилищу имеет протяжённость 4 километра. Путь к вершине занимает приблизительно 2 часа.
Важной характеристикой храмового комплекса являются более 10 тыс. ритуальных врат оранжевого цвета — торий, установленных на всех дорожках храмового комплекса столь плотно, что образуют коридоры. Тории являются подношениями храму от богатых людей и больших корпораций. Тории сделаны из дерева, покрытого слоем оранжевого лака. Чёрные цоколи торий опоясаны металлом. На обратной стороне каждой тории записаны имя дарителя и дата. Обычай дарения торий для исполнения желаний или в благодарность за исполненное желание появилось в период Эдо (1603—1868).
На дорожках храмового комплекса также расположено множество скульптурных изображений священной лисицы кицунэ, обязательно размещаемых в святилищах богини Инари. Часто кицунэ украшены красными ёдарэкакэ (нагрудниками), приносимыми в знак почитания. Одним из атрибутов кицунэ является ключ (от рисового зернохранилища) и драгоценный камень, которые лисицы держат в своей пасти, но иногда — сноп риса или свиток. В большинстве случаев у святилищ устанавливается пара статуй кицунэ, находящихся по бокам храма, на алтаре или перед главным святилищем.
Сохранившийся рисунок храма 1786 года свидетельствует о том, что двухэтажные входные ворота в храмовый комплекс были построены Тоётоми Хидэёси.
Храмовый комплекс привлекает несколько миллионов верующих в японский Новый год.

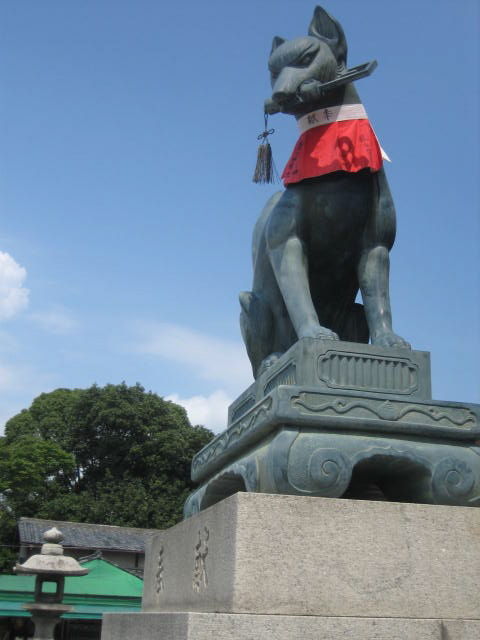
Священная лисица у главных ворот храмового комплекса Фусими Инари
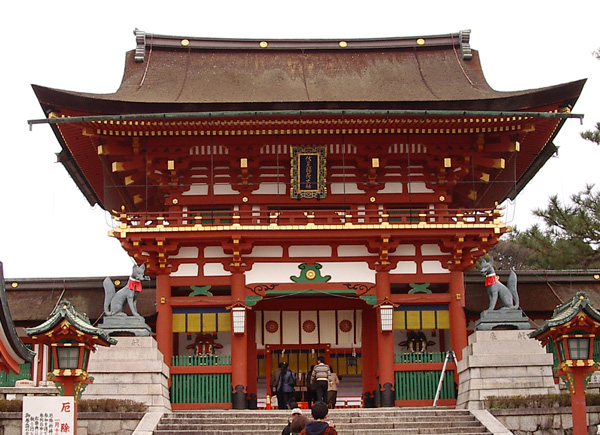
Главный вход в храм Фусими Инари
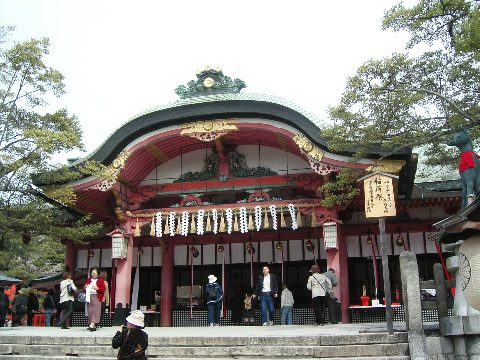
Хайдэн храма Фусими Инари
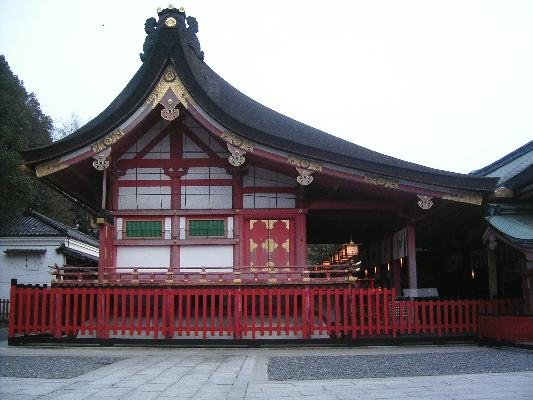
Хондэн храма Фусими Инари